# Óscar Pinochet de la Barra
Óscar Pinochet de la Barra (Cauquenes, Región del Maule; 23 de junio de 1920-Santiago, 28 de mayo de 2014) fue un abogado, diplomático, historiador, poeta, escritor, académico y explorador chileno.

## Primeros años de vida
Hijo de Óscar Pinochet Salgado y doña María de la Barra Maturana, nació en la ciudad de Cauquenes, Región del Maule, el 28 de junio de 1920. Estudió Derecho en la Universidad Católica de Chile, donde escribió su estudio Naturaleza jurídica del dominio polar y, posteriormente, la que sería su tesis La Antártica Chilena, que sería publicada en 1944.
Contrajo matrimonio con Carmiña Alexander Dupleic (1923, Buenos Aires, Argentina), con quien tuvo a: María del Carmen (10/4/1955), Oscar Alfredo (5/23/1958) y a Alfredo Pinochet Alexander (6/20/1961).

## Vida pública
En 1947 participó de la Primera Expedición Antártica Chilena. En 1963, fue uno de los fundadores del Instituto Antártico Chileno (INACH) y director de la misma institución desde 1990 hasta 2003, cuando el INACH se trasladó a Punta Arenas. También, y en forma conjunta, fue director de la Academia Diplomática Andrés Bello entre 1990 y 1991.
Fue subsecretario de Relaciones Exteriores entre 1965 y 1968. Sirvió a Chile como diplomático en Argentina y Estados Unidos y como embajador ante Bélgica (1964-1965), la Unión Soviética (1968-1971) y Japón (1971-1974), entre otros países.
Falleció el 28 de mayo de 2014 a los 93 años de edad.

## Obras
- La Antártida chilena, o, Territorio chileno antártico (1944)[12]
- Los Pinochet en Chile: siglo XVIII; con anexo genealógico (1979)[13]
- Un banco... una ciudad... Centenario del Banco de Talca (1884-1984) (inédito, 1981)[14]
- Algunas cartas y otras yerbas (1988)[15]
- Antártica: sueños de ayer y del mañana (1988)[16]
- Medio siglo de recuerdos antárticos: memorias (1994)[17]
- El corregidor Padilla: entre furias y nieblas (1994)[18]
- Viaje al final del paraíso (1997)[19]
- Memorias poco diplomáticas: algo de aquí, mucho de allá (1999)[20]
- Una hebra de claridad polar: poemas (2001)[21]
- Testimonios de la Guerra del Pacífico (2003)[22]
- Chile y Bolivia: ¡hasta cuándo! (2004)[23]
- El Cardenal Raúl Silva Henríquez luchador de la paz (2006)[24]
- Reflexiones antárticas (2008)[25]

## Filmografía
| Año  | Título                                                                  | Rol                    | Notas                   | Ref.   |
| ---- | ----------------------------------------------------------------------- | ---------------------- | ----------------------- | ------ |
| 1947 | Primera expedición antártica chilena                                    | Director               | Cortometraje documental | [ 26 ] |
| 2012 | El continente de la luz: primeras expediciones chilenas en la Antártica | Director de fotografía | Cortometraje documental | [ 27 ] |